# Go to Hell, for Heaven's Sake
"Go to Hell, for Heaven's Sake" é uma canção da banda de rock britânica Bring Me the Horizon. Escrita pelo vocalista Oliver Sykes, o guitarrista Lee Malia e o tecladista Jordan Fish, foi produzido por Terry Date e incluído no quarto álbum de estúdio da banda, Sempiternal (2013). A música também foi lançada como o terceiro single do álbum em 6 de junho de 2013, alcançando a posição 22 na parada Mainstream Rock da Billboard dos EUA.

## Promoção e lançamento
A música foi lançada como o terceiro single do Sempiternal em um disco de imagem de 7" em 6 de junho de 2013, acompanhado de um remix da música produzido por Rogue. Clash Music elogiou o remix como "o tipo de remixagem que vai deixar os baixistas radiantes".
Além de Sempiternal, "Go to Hell, for Heaven's Sake" também foi apresentado no primeiro álbum de vídeo ao vivo da banda, Live at Wembley de 2015, bem como no segundo Live at the Royal Albert Hall de 2016.

## Composição e letra
O processo de composição e gravação de "Go to Hell, for Heaven's Sake" foi um pouco diferente da abordagem normal adotada por Bring Me the Horizon – contando ao Sugarscape.com, o baixista Matt Kean lembrou que "para este, em vez de entrar em um espaço para improvisar e tocar as músicas, nós pré-gravávamos riffs ou partes do teclado... então se houvesse uma parte boa nós gravávamos diretamente no computador". Falando sobre a música para a Metal Hammer em um comentário faixa a faixa do Sempiternal, o vocalista Oliver Sykes proclamou que a banda "estava atrás de uma música mais rápida e divertida para pegar o ritmo", chamando-a de "provavelmente a faixa mais divertida do CD".
Greg Srisavasdi, do Noisecreep, afirmou que "Go to Hell, for Heaven's Sake" (Vá para o inferno, pelo amor de Deus) é "um ataque verbal agressivo a um destinatário não identificado". Descrevendo o estilo da faixa, Joe DiVita da Loudwire destacou que "A música... Sintetizadores atmosféricos fornecem uma atmosfera sombria para as letras mais ousadas que lidam com a perda e a angústia".

## Videoclipe
O videoclipe de "Go to Hell, for Heaven's Sake" foi dirigido por Stuart Birchall e lançado em 5 de setembro de 2013. O vídeo mostra a banda se apresentando em uma capela ao lado de imagens destinadas a ilustrar a letra da música, incluindo "balanços vazios balançando para frente e para trás, um alfinete perfurando uma boneca de vodu, símbolos religiosos e um corvo sentado em um galho de árvore". Joe DiVita do Loudwire elogiou a performance "intensa" da banda no vídeo.Anteriormente, foi lançado em agosto um vídeo da música com imagens da banda se apresentando na Warped Tour de 2013.

## Recepção critica
"Go to Hell, for Heaven's Sake" alcançou a posição 22 na parada de rock mainstream da Billboard. Dean Brown, do PopMatters, comparou o estilo de "Go to Hell, for Heaven's Sake" ao de Linkin Park, elogiando a banda por "rejuvenescer a dinâmica obsoleta do ano de 2013". A Alternative Press identificou a canção como destaque do Sempiternal. Loudwire classificou-a como a oitava melhor música de Bring Me the Horizon em maio de 2014, saudando-a como "uma representação perfeita de como a banda evoluiu na última década".

## Faixas
| N.º            | Título                                        | Duração |  |
| 1.             | "Go to Hell, for Heaven's Sake"               | 4:03    |  |
| 2.             | "Go to Hell, for Heaven's Sake" (Rogue remix) | 4:48    |  |
| Duração total: | Duração total:                                | 8:51    |  |

## Paradas
| Parada (2013)                              | Posição de pico |
| ------------------------------------------ | --------------- |
| UK Physical Singles (OCC)                  | 26              |
| Estados Unidos (Billboard Mainstream Rock) | 22              |